# 筑前命婦
筑前命婦（ちくぜんのみょうぶ、生没年不詳）は、平安時代中期の女官。

## 略歴
系譜・素性は未詳。『紫式部日記』寛弘5年（1008年）9月16日条に、出産のため土御門殿に下がっていた中宮藤原彰子の見舞いに訪れた藤原繁子ら内裏女房の一人としてその名が見られる。翌月の一条天皇の土御門殿行幸にも内裏女房として随行。後年は藤原彰子の女房に転じ、万寿3年（1026年）彰子の出家に従って源陟子ら5名の女房とともに髪を下した。